# Bendi
Bendi (od velškog „bandy“) je zimski timski sport u kojem se lopta udara štapom. Bendi je predak hokeja na ledu. Verovatno je potekao od igara kao što su škotski šinti ili irski harling, kao i hokeja na travi. Bendi se igra na otvorenom, na ledu, a pravila su mu slična fudbalskim pravilima( utakmice se sastoje od dva poluvremena koja traju po 45 minuta, svaki tim ima 11 igrača (od kojih je jedan golman), koristi se jedna lopta, teren je slične veličine kao fudbalski i postoji pravilo ofsajda). Ako je mnogo hladno moguće je podeliti utakmicu na trećine koje će trajati po pola sata. Velška reč „bandy“ najverovatnije potiče od tevtonske reči „bandja“, koja znači „zakrivljeni štap“.